# 朱方 (正德進士)
朱方（1476年—1556年），字良矩，號適斋，浙江金華府永康縣人，民籍，明朝政治人物。

## 生平
正德二年（1507年）丁卯科浙江鄉試舉人，九年（1514年）甲戌科三甲第一百八十八名進士，举进士时年三十九，有人劝他更改年龄，朱方道：初学事君，即可欺乎？初授河南泌阳县知县，官道旁种植柳树可获利千金，朱方不取。嘉靖十年（1531年）任湖广宝庆府知府，十四年（1535年）七月升雲南按察司副使，十八年（1539年）升雲南布政使司右參政，在云南八年，身旁唯一侄两仆，床榻蕭然。